# Agidel
Agidel (en rus: Агиде́ль; Bashkir: Ағиҙел; fonètica:Ağiźel) és una ciutat de Baixkíria, Rússia, situada a prop de la frontera amb la República de Tatarstan.

## Població
| habitants | 16.067 | 18.721 | 16.370 | 14.219 | 15.281 |
| cens      | 1989   | 2002   | 2010   | 2021   | 2024   |

## Etimologia
El nom de la ciutat prové del nom en baixkir del riu Belaya (Blanc): "Aghidhel", un afluent del riu Kama, a prop del qual es troba la ciutat.

## Història
Agidel va ser fundada l'any 1980 com un assentament de suport a la construcció de la central nuclear de Baixkir.
S'incorpora com a ciutat d'importància de la república amb un estatus igual al dels districtes i es constitueix com a ókrug urbà.

## Economia
La central nuclear de Bashkir, a prop d'Agidel, va quedar inacabada el 1990. Després de l'accident nuclear de Txernòbil, la població s'ha manifestat totalment en contra de la construcció d'una central nuclear al nord-oest de Baixkíria. El 2010, el govern regional va anunciar una planificació industrial a Agidel que promouria la recuperació i fabricació local de materials per a la construcció.